# Miss (film)
Pour les articles homonymes, voir Miss.
Pour plus de détails, voir Fiche technique et Distribution.
Miss est une comédie française coécrite et réalisée par Ruben Alves, sortie en 2020.

## Synopsis
Alex, petit garçon de neuf ans, rêve de devenir Miss France quand il sera grand. Quinze ans plus tard, ayant perdu accidentellement ses parents depuis plusieurs années, il vit dans une communauté atypique composée notamment de Yolande, sa logeuse, et de Lola, travesti, et il a le sentiment que sa vie est sur une voie de garage. Il rencontre alors inopinément un ami d'enfance devenu champion de boxe, ce qui lui donne la motivation pour réaliser son rêve.
Grâce à un physique androgyne et aux conseils de son ami Lola, il réussit la première étape et devient Miss Île-de-France. Il se retrouve alors avec les autres candidates pour préparer le concours Miss France dans une ambiance très compétitive. Il a d'abord du mal à s'intégrer dans le groupe, et provoque notamment l'antipathie de Miss Provence-Alpes-Côte d'Azur. Mais lorsque celle-ci découvre son secret, elle devient sa meilleure alliée.
Mis sous pression par les exigences du concours, déchiré entre ce monde glamour et sa famille de cœur atypique, il perd pied et ne se présente plus aux répétitions en vue de la finale, manquant de perdre sa place. À la suite d'une attaque, Yolande est hospitalisée dans le coma. Alex découvre alors que sa mère de cœur, qui affichait une attitude très critique envers le concept même du concours Miss France, a secrètement collectionné tous les articles de presse consacrés à son aventure. Il réintègre alors le concours in extremis.
Alex est choisi pour faire partie des 6 dernières finalistes en lice pour le titre. Il décide alors d'assumer sa véritable nature et de dévoiler en direct sur le plateau de télévision son identité masculine. Il parviendra ainsi à se réconcilier avec lui-même.

## Fiche technique
Sauf indication contraire, les informations mentionnées dans cette section peuvent être confirmées par la base de données cinématographiques Unifrance,  présente dans la section « Liens externes ».
- Titre original : Miss
- Réalisation : Ruben Alves
- Scénario : Élodie Namer et Ruben Alves
- Décors : Philippe Chiffre
- Costumes : Isabelle Mathieu
- Photographie : Renaud Chassaing
- Montage : Valérie Deseine
- Production : Laetitia Galitzine et Hugo Gélin ; Fabrice Delville, Nora Thomas et Christophe Toulemonde (production belge)
- Sociétés de production : Chapka Films et Zazi Films ; Belga Productions (production belge) ; SOFICA Cofimage 30 (en association avec)
- Sociétés de distribution : Warner Bros. (France) ; A-Z Films (Québec), Paradiso Entertainment (Belgique), Praesens Film (Suisse romande)
- Pays d’origine :  France
- Langue originale : français
- Format : couleur
- Genre : comédie
- Durée : 107 minutes
- Dates de sortie :
  - France : 18 janvier 2020 (Festival international du film de comédie de l'Alpe d'Huez)[1] ; 21 octobre 2020 (sortie nationale)
  - Belgique : 4 avril 2020
  - Suisse : 11 mars 2020
  - Québec : 26 mars 2021

## Distribution
- Alexandre Wetter : Alex
- Isabelle Nanty : Yolande
- Pascale Arbillot : Amanda
- Thibault de Montalembert : Lola
- Stéfi Celma : Miss Paca
- Baya Rehaz : Miss Saint Pierre et Miquelon
- Claire Chust : première dauphine de Miss Île-de-France
- Hedi Bouchenafa : Amhed
- Moussa Mansaly : Randy
- Alexiane Torres : Miss Corse
- Justine Kamara : Miss Pays de Loire
- Ophély Mézino : Miss Antilles
- Alice Duin : Miss Normandie
- Margaux Bourdin : Miss Réunion
- Amanda Lear : Marraine
- Quentin Faure : Élias
- Bertrand Combe : le présentateur
- Cécile Rebboah : Charlotte
- Ruchi Ranjan : Padini
- Even Esquerra : Alex enfant
- Sylvie Tellier : la présentatrice
- Vaimalama Chaves : elle-même
- Christian Benedetti : le président du comité
- Jean Franco : Bertrand, du Comité Miss France
- Patrice Melennec : le patron du club de boxe
- Aytl Jensen : travesti (non créditée)
- Jonas Dinal : un adhérent de la salle de boxe

## Production
En décembre 2018, on annonce que le producteur Hugo Gélin de Zazi Films développe le projet du film.
En mai 2019, on apprend que Ruben Alves a engagé les anciennes Miss France, Vaimalama Chaves et Sylvie Tellier pour interpréter leur propre rôle,.
Le tournage se termine fin juillet 2019. La Villa Riberolle, aux abords du cimetière du Père Lachaise est utilisée pour représenter le lieu de vie de la famille de cœur d'Alex.

## Accueil

### Festival et sorties
Le film est sélectionné et présenté hors compétition au festival international du film de comédie de l'Alpe d'Huez en janvier 2020. Il devait sortir le 11 mars 2020 en France, mais Warner Bros. France décale une première fois sa sortie au 23 septembre 2020 en raison de la pandémie de Covid-19 (sa sortie aura finalement lieu le 21 octobre). Sa sortie en Suisse romande, programmée le 11 mars 2020, sera finalement reportée au 28 octobre. Au Québec, sa sortie est annoncée pour le 26 mars 2021, et en Belgique, pour mai 2021.

### Accueil critique
En France, le site Allociné propose une moyenne de 3,4⁄5 à partir de l'interprétation de 25 critiques presse.
Selon Christophe Caron du journal La Voix du Nord, « le postulat est acrobatique, mais Ruben Alves signe une fable sensible qui interroge la notion de féminité. ». Pour Corinne Renou-Nativel du quotidien La Croix, « inattendu dans ce rôle, Thibault de Montalembert, derrière sa verve caustique, sait rendre Lola émouvante. ».
Cependant, Aline Mayard dans Cheek Magazine prête au film des aspects racistes et transphobes et un traitement caricatural qui y serait fait du travail du sexe. Franck Finance-Madureira conclut dans Komitid que « sous ses aspects de comédie clinquante, lumineuse et progressiste, Miss est une bien triste fable, un tantinet réac qui se complait à remettre chacun.e dans sa case, à sa place ».

## Distinctions

### Nomination
- César 2021 : Meilleur espoir masculin pour Alexandre Wetter[13]